# Thouris Corona
La Thouris Corona è una struttura geologica della superficie di Venere.